# Johann Ender
Johann Nepomuk Ender (ur. 4 listopada 1793 w Wiedniu, zm. 16 marca 1854 tamże) – austriacki malarz.

## Życiorys
Studiował w Akademii Sztuk Pięknych w Wiedniu pod kierunkiem Lampiego, Cauciga i Fügera. Z okazji wystawy w Akademii zadebiutował pracą Der Tod Marc Aurels, która została nagrodzona. Ender szybko wypracował własny styl malarski, choć widoczne były też wpływy współczesnego mu Isabey’go.
W 1811, na zaproszenie hrabiego Széchenyi’ego, odbył podróż studyjną do Grecji i Włoch, skąd przywiózł wiele szkiców, będących później podstawą jego obrazów. Dzięki tej podróży nawiązał również kontakty umożliwiające mu późniejsze studia w Akademii Świętego Łukasza w Rzymie. W 1826 wrócił do Austrii i osiadł w Wiedniu. W latach 1829–1850 był profesorem wiedeńskiej Akademii Sztuk Pięknych.
Ender specjalizował się w malarstwie historycznym i religijnym; malował sceny rodzajowe, portrety i miniatury.

## Galeria

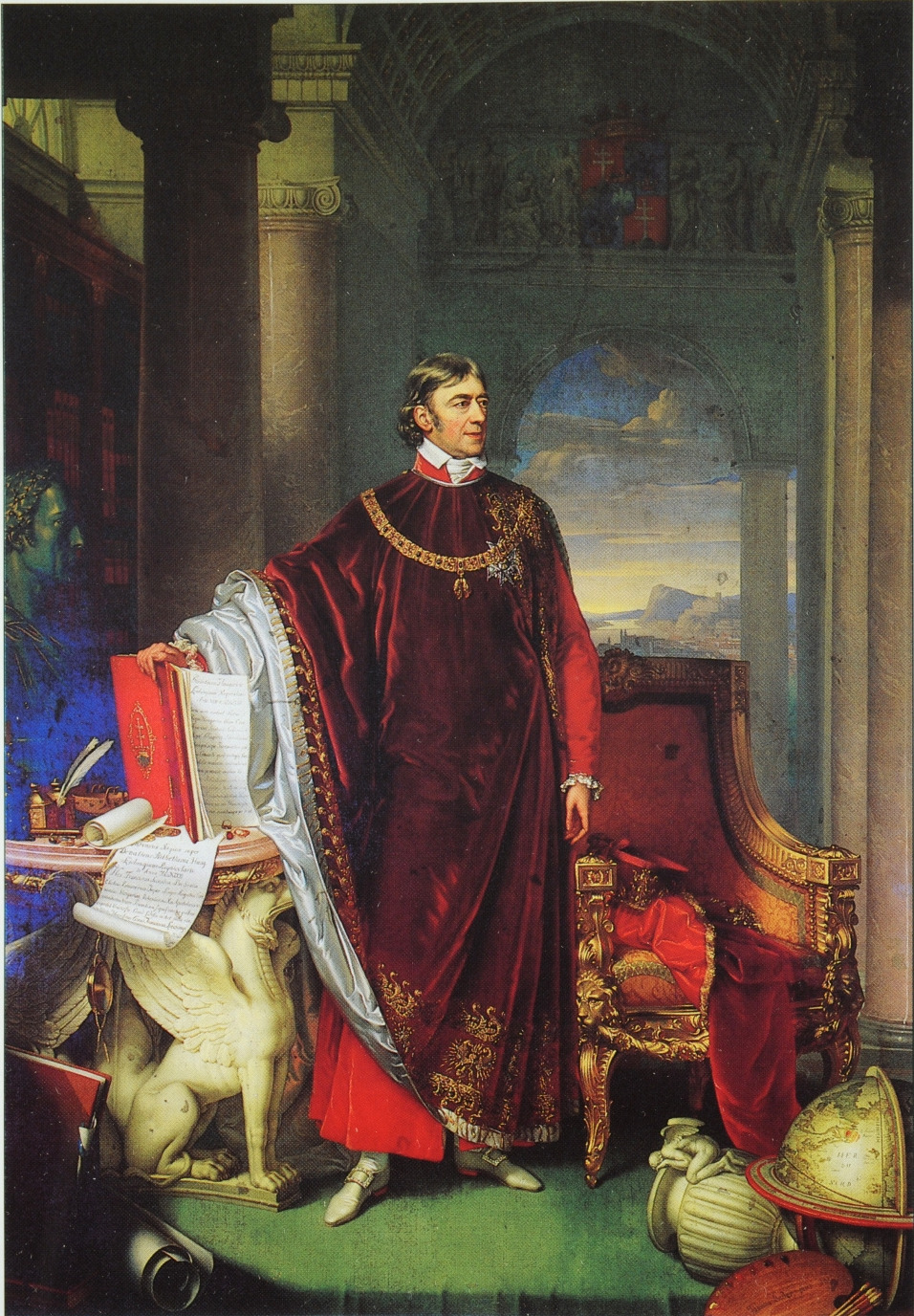
Portret Ferenca Széchényi’ego, 1823, Węgierskie Muzeum Narodowe, Budapeszt
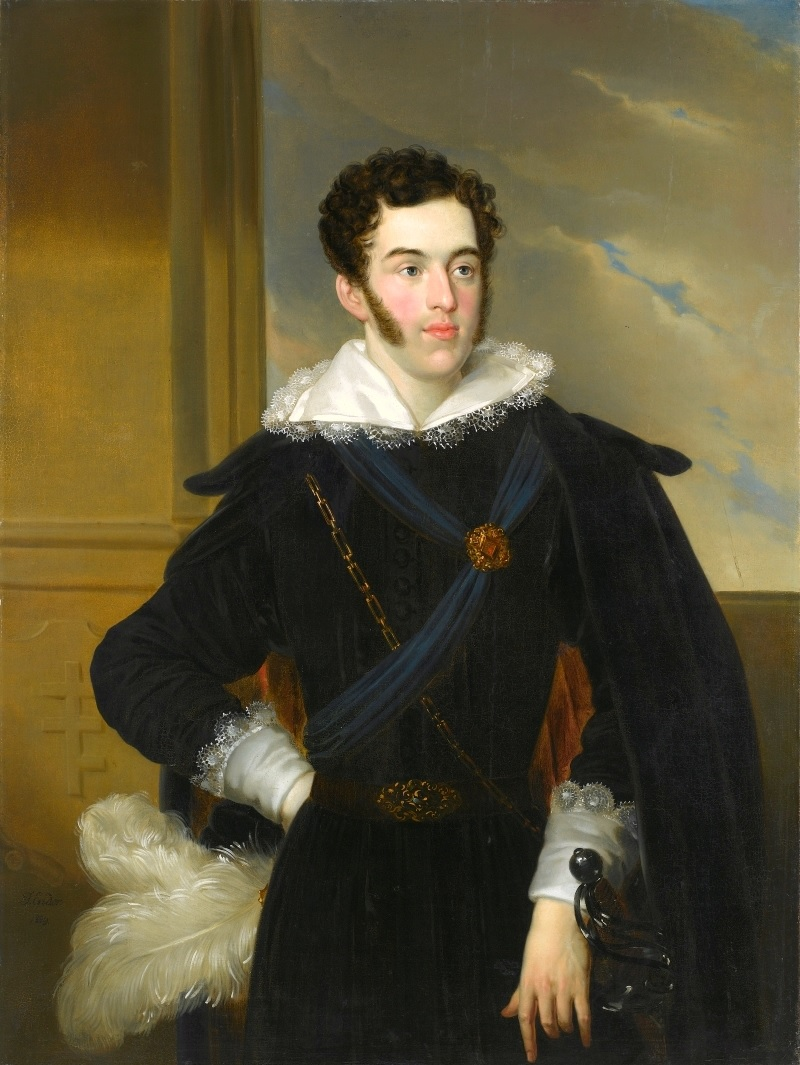
Portret Augusta Potockiego, 1829, Muzeum w Wilanowie
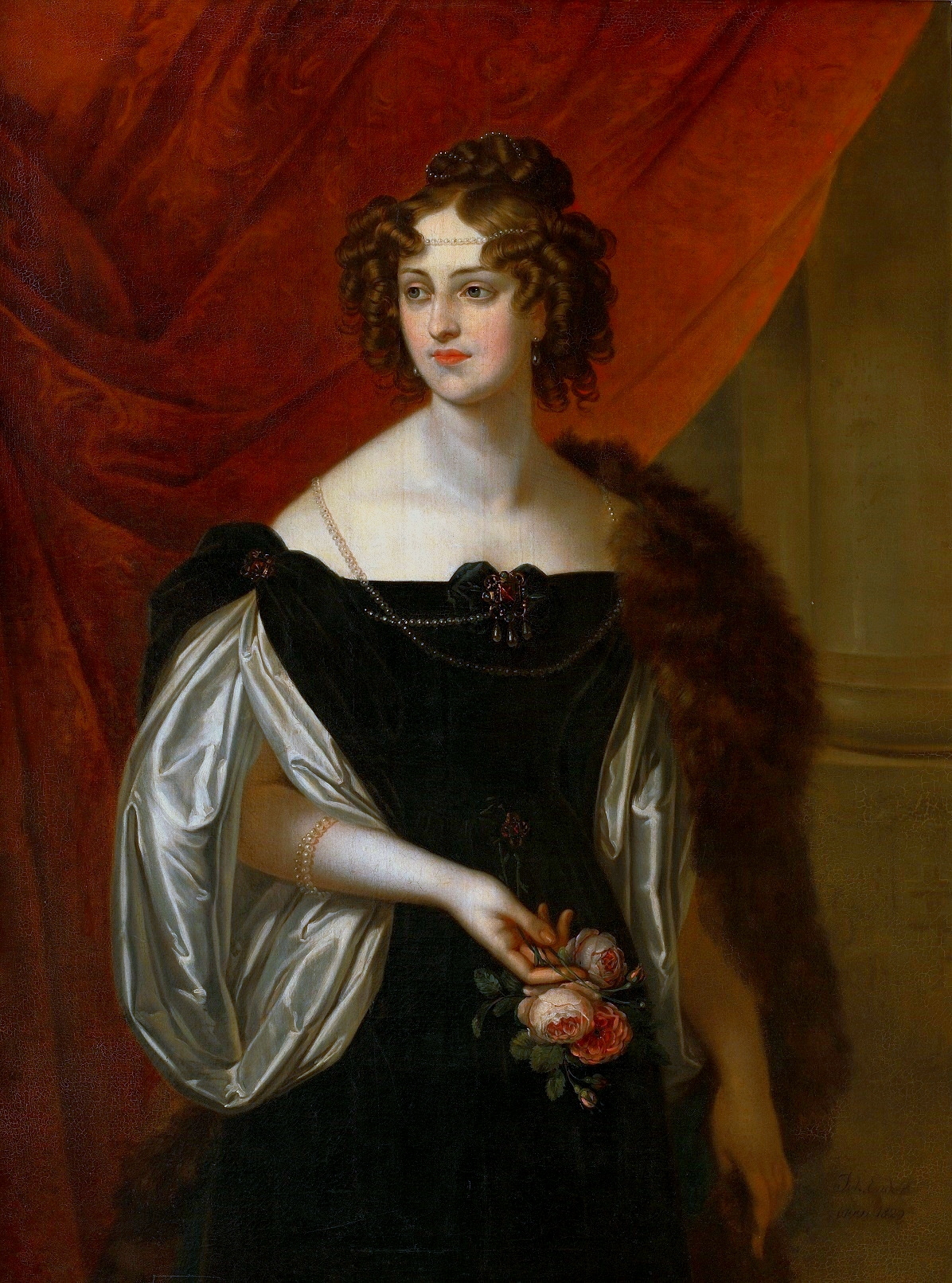
Portret Natalii Sanguszkowej, 1829, Muzeum w Wilanowie
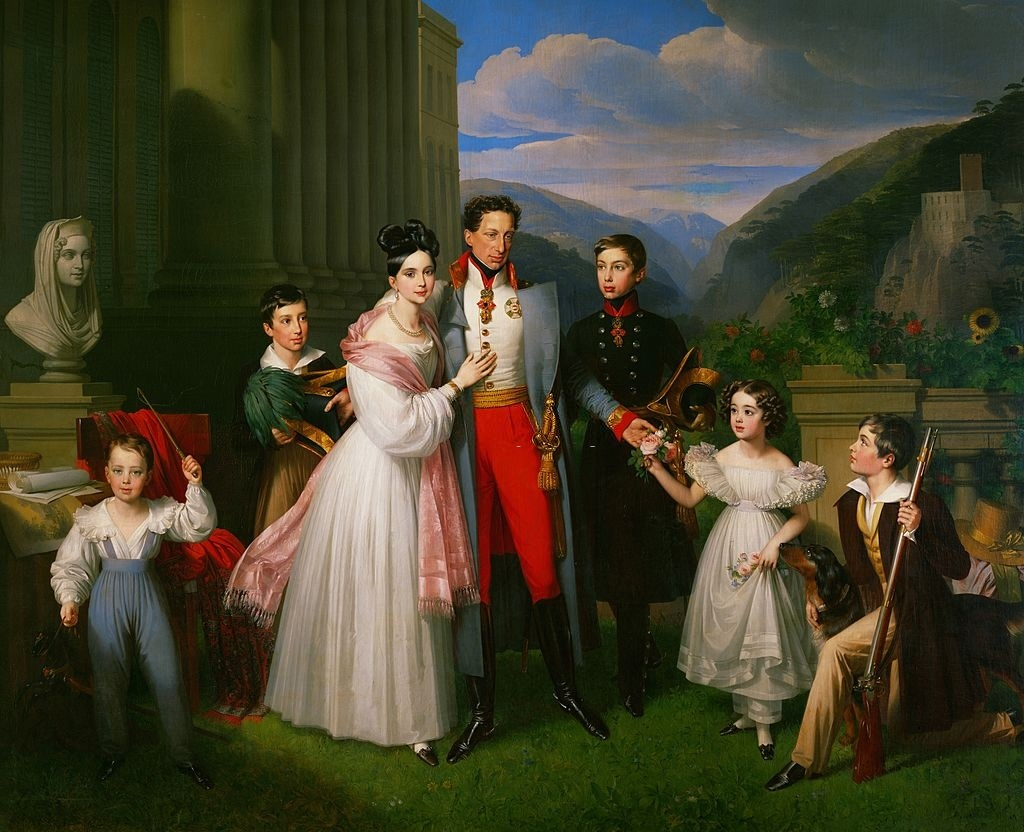
Erzherzog Carl von Österreich, 1832, Heeresgeschichtliches Museum, Wiedeń
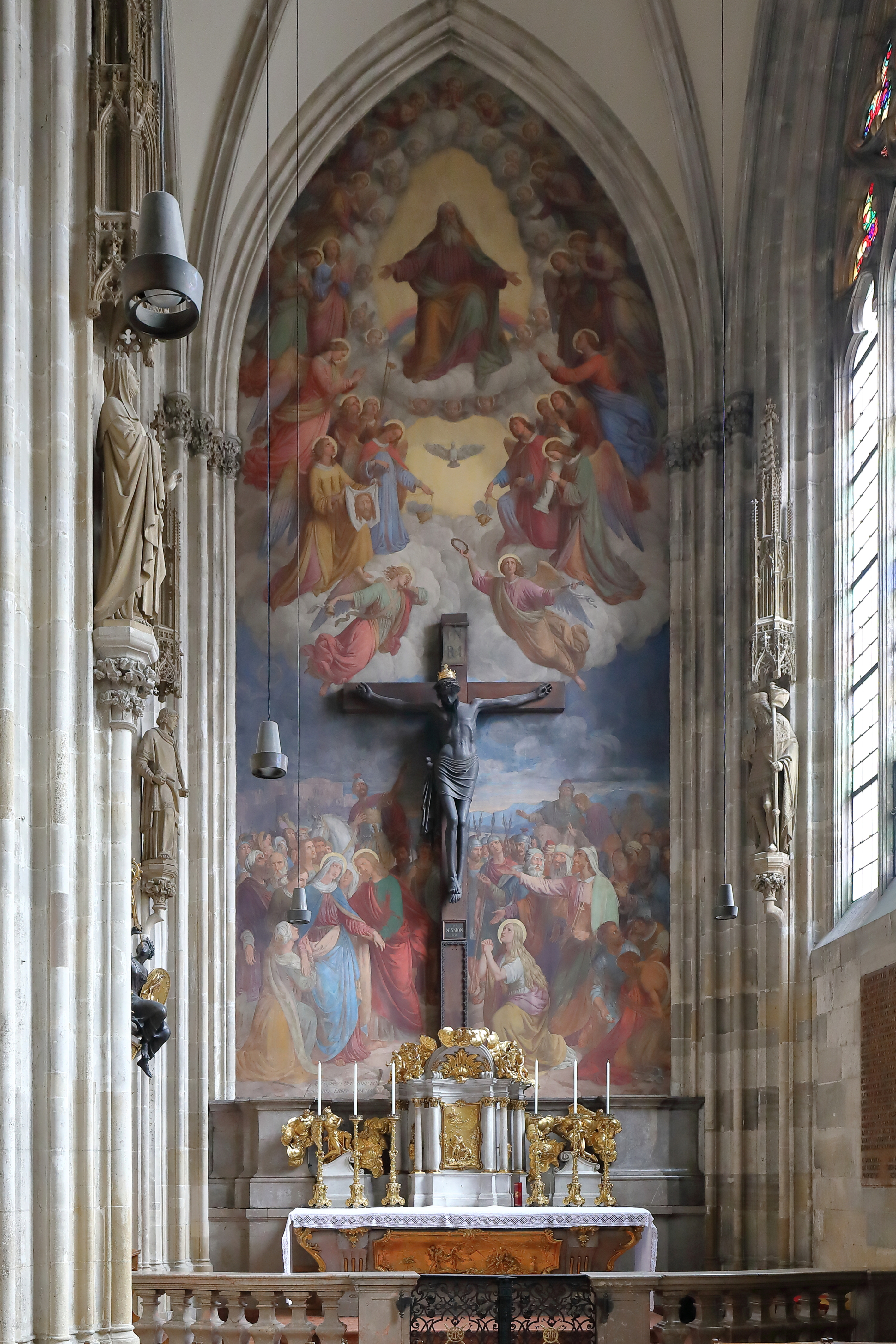
Die Kreuzigung, fresk, 1853, Katedra św. Szczepana w Wiedniu